# Al-Bejaa
Al-Bejaa (tiếng Ả Rập: Tiếng Tây Ban Nha) là một ngôi làng Syria thuộc huyện Qatana của Tỉnh Rif Dimashq. Theo Cục Thống kê Trung ương Syria (CBS), Al-Bejaa có dân số 1.058 người trong cuộc điều tra dân số năm 2004.